# 阿多夫
福格特兰地区阿多夫（德語：Adorf/Vogtl.），简称阿多夫（德語：Adorf，發音：[ˈadɔʁf] ⓘ），是德国萨克森州福格特兰县的城市，面积42.92平方千米，2023年12月31日人口为4,694人。